# 于品海
于品海（1958年11月30日—） （页面存档备份，存于） ，出生于英屬香港，籍贯山东，现为南海控股有限公司及中国数码信息有限公司董事会主席及最大股东。目前是中国IT行业、电影文化产业和媒体经营者，同时为北京清华大学中美研究中心、北京大学中国文化发展研究中心的创办人与理事长。

## 經歷

### 早年
于品海出生於香港平民家庭，1967年轉讀慈幼學校小四年級，曾就讀昔日位於北角的伊斯蘭英文中學，亦曾到日本半工读。1976年，获得美国加州大學聖地牙哥分校电视新闻系录取并计划入读，但最终因无法負擔學費而转到加拿大薩克其萬大學攻讀政治经济学。在学生时代开始接触媒体，从加拿大的大学电台中文节目《中国同学之音》开始，到19岁独自创办加拿大中部三省唯一一份中文手抄报纸。

### 回流生涯
于品海从加拿大回香港後，先後在《信报》、《财经日报》等媒体任职编辑及专栏作家。
1991年，他正式展开了传媒與文化事业，并与报业大亨竞购香港《明报》。33岁时，成功从金庸手中接手《明报》，成为其报业集团第二代東主；之后当选香港报业公会主席，创办《现代日报》，收购《亚洲周刊》。
1992年，在中国內地创办武汉有线电视网络公司，成为中国大陸第一家（也是最后一家）外资控股媒体，其光纤铜轴网络体系是当时中国最先进的有线电视传输网络。
1990年代初，互联网起步的时候，于品海就提出互联网普及观点，成为智能互联网的先导者和推动者，成立香港第一家互联网服务提供商（ISP）HKNet公司；同时将当年依旧处於实验阶段的互联网技术带进《明报》，建立第一个华文报纸的新闻网站。

### 创办传讯电视
1994年，于品海斥巨资创办传讯电视，推出全球首个华人24小时中文新闻频道「中天频道」及中文綜合频道「大地频道」。1997年2月19日，他亲自主导中华人民共和国最高领导人邓小平逝世的全球独家报道。
虽然累积了雄厚的资金，但传讯电视令于品海短短三年亏损将近1亿美元，迫使他最后将传讯电视卖给台湾和信集团少东辜启允。

### 投資電影、電影院
于品海投资电视失利，但是2000年起，他旗下的大地集团开始成功的投资电影、数码影院。
2006年，于品海开始在中国境内一、二、三级城市投资兴建全数字影院，截至2011年底全国各地有大地影院119家，影厅数量占全国总量的4.93%，票房收入占全国总量的4.34%，成为大陆影院数目最多、分布地域最广的电影播放服务企业。
大地集团著重傳播中国文化、歷史及藝術，先后拍摄了《电影往事》、《张纯如——南京大屠杀》、《孔子》、《岁月神偷》等影片。于品海和胡玫导演於2008年开始策划史诗鉅作《孔子》，经过大量历史研读与近30次剧本修改，《孔子》在全球的放映极大地推动了中国文化与世界文化的交流与融合，电影2500个拷贝的特大发行规模创造中国影史之最 ，并於2011年香港金像奖获奖。。《岁月神偷》在2010年获得香港金像奖、新生代單元適宜兒童觀看組(Generation Kplus)最佳電影水晶熊獎 。
2008年，进入北京大学马克思主义学院攻读马克思主义哲学博士学位。对於50岁攻读马克思主义的决定，他说，“研读《资本论》可以更透彻精辟的了解资本主义与唯物论，也有助於成为一位更好的企业家”。

### 收購網路新聞媒體
2009年，于品海收购多维新闻网，多维网站称多维总部在美国纽约市。但据自由亚洲电台消息，被于品海收购后的多维网，尽管其地址仍在纽约长岛的大颈（GreatNeck），但实际上总部迁往了中国数码的北京办公地点数码庄园。2022年4月26日16時起，多維新聞網站與APP關閉，北京編輯部亦停止運作，編輯部員工約50-60人大部分被遣散，少數轉至香港01。
《经济学人》杂志（Economist）报道，于品海称多维是“一家非常小的企业”，但是该杂志分析称，这家媒体机构关注中国政治新闻的业务将越做越大。2015年，于品海籌劃創辦香港01，並於2016年1月正式投入運作。

### 進軍護理產品業務
2015年12月16日南海控股以1.75億美元（約13.56億港元）現金收購CE Holdings Limited70%股權，CE Holdings持有護膚品品牌Crabtree & Evelyn，另外三成由獨立第三方Orange Blossom Limited收購；賣家為C&E Capital Ltd，全球擁有逾4,000個零售點，完成後成為南海控股旗下非全資附屬公司。

### 被判破產
2023年10月，建銀國際海外有限公司入稟香港高等法院申請于品海破產。2024年3月26日，經破產呈請訴訟後，高等法院暫委法官唐思佩正式頒令于品海即時破產。

## 争议
1978年12月，于品海曾在加拿大百貨公司偷竊價值200加元的物品，被法院判罰款。1994年，《香港经济日报》揭露于品海1979年在加拿大读书期间存有案底；于品海据此发表个人声明，他曾於15年前在加拿大使用他人支票及信用卡，涉及总金额约4,600元加币，并藏有手枪，曾服刑4个月。于品海事后辞去《明报》董事局主席及香港报业公会主席的职务。加拿大政府於1995年颁布赦免（pardon），将于品海的案底撤销。
金庸对媒体抱怨，于品海没有兑现当年购买《明报》时的承诺；对此，于品海表示，市场的变化不及所料，因此大家看法并不一致。于品海表示，报纸不是一夜之间可以改变的，这个行业始终有一个传统，不仅来自于前任老闆，还来自该媒体所处的环境，香港当年是一个高学术且政治化的环境。他说：“金庸先生是世外高人，我们都是凡夫俗子，所以在有些问题上我们肯定有不同的看法。我会把金庸先生作为一个文学家来称呼。金庸先生的文笔，他的小说，他的文学的能力，没有任何一个人敢说一句怀疑的话。但是当我们把金庸先生跟查良镛先生合起来谈的时候，很容易会陷入一种矛盾当中，因为每一个人都有多种身份。” 
在香港01有其署名撰文之欄目「01觀點」，其政治取態普遍被視為親建制。

## IT 行业
于品海经营的集团将知识型与智能型产业模式与IT产业发展紧密结合。他认为信息化是智慧化的方法与工具，而电影与资讯传播则是智慧的内涵。1992年，他看到技术创新是核心竞争力的关键，中国企业的信息化必然给中国的经济发展带来难以衡量的影响，因此投入IT产业，深信开放式才是未来的趋势。1999年，他购入中国企业网60%股权，成立了中企动力科技股份有限公司，开创企业 IT 应用服务领域运营理念，为中国中小企业提供电子商务与信息化运营服务平台。
其后，他於2003年收购新网，2006年收购红旗中文2000，目前已发展成为在中国80个城市开设120家直属分支机构，员工总数近8,000人的集团企业。中企动力连续多年在中国IT服务市场与IBM、HP共居前三位。在网站建设、虚拟主机、企业邮箱市场，中企动力与新网均占据主要市场份额。新网的国际域名保有量与净增长量为中国第一，也是全球唯一一家进入十大的中国企业。
面对IT行业激烈的竞争与挑战，于品海给企业员工的新启迪是以人为基础的概念，总结为一种“是(Shi)”的人生哲学，包含了几种对人生不同纬度的观点——“史、势、市、事、士”。指导他们通过这五个字来体会其中的道理，放下顾虑与忌惮，以开放、轻松的姿态去看问题，抛开杂念，从更高的层面去观察与领会，才能看到事物的本质和人生际遇的真谛。

## 体育行业
于品海的兴趣广泛，对篮球体育尤其热爱，并且在2009年投资广州自由人职业男篮俱乐部（即后来的CBA北控男篮），跻身中国职业篮球市场。

## 学术研究
2008年，于品海与北京清华大学创办中美关系研究中心，并担任该中心理事长。 曾受邀出席多项国际圆桌会议与二轨对话，包括由美国外交全国政策委员会举办的台湾问题研讨会，由美国约翰霍普金斯大学高级国际关系研究学院举办的中国论坛等。该中心开办的“中美高级官员培训班”上，他与美方高官，包含联邦政府高官、智库学者以及大学教授在内的“美国学生”讨论媒体与意识形态等影响中美关系的问题。
2011年，在華盛頓一學術論壇上，他反驳美国对於巧實力的定义 — 利用软实力（soft power）来稳定或获取更多权力的模式。他认为，硬实力（hard power）应只是达到最终权力的策略或工具，软实力才应该是最终的目标。因此，美国及其它国家不应该只聚焦在中国的经济和军事实力的崛起，而忽略中国的软实力，特别是正在加速增长的中国文化改革和创新。
在日本青山学院参加中日二轨对话时，针对世界格局中的权力转移问题，他认为，美国所拥有的只是力量，而这个力量的转移已经启动。他提倡中日两国承担说明现实的责任，正视历史，并以一种平常心去面对，消除认识上的差异，建立互信，才能逐步构建新的国际秩序，也才有机会在新国际格局里扮演积极角色。
2010年，于品海与北京大学创办北京大学中国文化发展研究中心，并担任该中心理事长。 北京大学校长周其凤说，北京大学成立中国文化发展研究中心的宗旨是，立足中国实际，弘扬中华文化，吸收外来文化，推动文化创新，建设当代中国新国学，促进当代中国文化的发展和繁荣。

## 发表文章
- 《美国外交政策》 2013年 3/4月 P.H.Yu: Ten Challenges for China's New Leader [38]
- 《美国外交政策》 2012年 11/12月 P.H.Yu: What Kind of Leader will Xi Jinping Be?[39]
- 《环球时报》 于品海：中日再吵一百年也无妨[40]
- 《中国论坛季刊》 2012年夏季 P.H.Yu: We Need a New Understanding of World Politics[41]
- 《中国论坛季刊》 2011年冬季 P.H.Yu: Changes in Northeast Asia and South Sea Situations and the International Position of China—A New Perspective on Sino-US Strategic Balance[42]
- 《中国论坛季刊》 2011年秋季 P.H.Yu: An Essay on the 90th Anniversary of the Chinese Communist Party—The Basic Four Elements of the Rise of the CPC[43]
- 《中国论坛季刊》 2011年夏季 P.H.Yu: An Unjust War—Libya[44]
- 《中国论坛季刊》 2011年春季 P.H.Yu: Hu Shi and His Liberalism[45]
- 《中国论坛季刊》 2010年冬季 P.H.Yu: An Alternative View To Political Reform[46]
- 《中国经济06/07》: 2006年中国经济的丰收年 [47]
- 《中国经济07/08》: 认识市场规律 建立高效政府
- 《中国经济08/09》:次贷危机
- 《环球时报》 格林斯潘：从高手到巫师 [48]
- 《中国科技纵横·知识》: 知识与开放 [49]
- 《中国科技纵横·知识》:寻找现代乌托邦 [50]
- 《中国科技纵横·知识》: 知识和资本 [51]
- 《中国科技纵横·知识》: 知识和生命 [52]